# ホッケーの殿堂
ホッケーの殿堂 (英: Hockey Hall of Fame、仏: Temple de la renommée du hockey) はカナダオンタリオ州トロントに所在する建物で、その名には単に「ホッケー」と記されているが、野外で行われる各種ホッケーというよりは、主にアイスホッケーの歴史を保存し、顕彰を行い、その発展に寄与するために建設されたものである。
顕著な功績のあった選手等はこの「ホッケーの殿堂」においてその名を記録保存されることから、このような者のことを概念的にホッケーの殿堂入り選手などと呼び習わすこともある。
ホッケーの殿堂の概念は、1943年に創設されたものであるが、実際の建物が建設されたのは1961年である。この建物は当時、カナダ国立展示場 (Canadian National Exhibition) の敷地内に置かれた。
1993年になると、トロント中心部のヤングストリート (Yonge Street) とフロントストリート (Front Street) の交差点の北西角に新たなホッケーの殿堂の建物が建設された（なお、ここにはかつてモントリオール銀行の支店があった。）この建物は BCE Place コンプレックスを通じて、ユニオン駅、ロイヤルヨークホテルそしてエアカナダ・センターへと連絡している。

## 殿堂入り
ホッケーの殿堂入りに当たっては、まず18人から構成される選考委員会にノミネートされ、次にその委員会で15名以上(4分の3以上)の賛成を得ることが必要である。
各表彰年度において、選出される者には人数制限があり、選手は最高4名まで、ビルダーは2名まで、レフリーやラインズマンは1名までとされている。また、選手、レフェリー及びラインズマンが選出されるためには、引退後から3年を経過していなければならないとされている（いわゆる待機期間、waiting period）。
しかし、過去にはその活躍が特に顕著であったために、この待機期間の原則が適用されなかった選手が10人存在する。なお、ウェイン・グレツキーの受賞以後、この待機期間は強制的なものとなった。

### 引退即殿堂入りしたアイスホッケー選手
- ディット・クラッパー (Dit Clapper)
- モーリス・リシャール (Maurice Richard)
- テッド・リンジー (Ted Lindsay)
- レッド・ケリー (Red Kelly)
- テリー・ソーチャック (Terry Sawchuk)
- ジャン・ベリヴォー (Jean Beliveau)
- ゴーディ・ハウ (Gordie Howe)
- ボビー・オア (Bobby Orr)
- マリオ・ルミュー (Mario Lemieux)
- ウェイン・グレツキー (Wayne Gretzky)

## ホッケーの殿堂入りした人物の一覧
以下のリストにおいて、名前に付された括弧内の西暦は「殿堂入りした年」を示し、続いて選手は「選」、ビルダー（功労者、競技発展に寄与した者）は「ビ」、レフェリー又はラインズマンは「審」と略記している。

### A
- シッド・エイベル（1969年、選）- (Sidney Gerald Abel)
- チャールズ・アダムス（1960年、ビ）- (Charles Adams)
- ジャック・アダムス（1959年、選）- en:Jack Adams (ice hockey b. 1895) (John James Adams)
- ウエストン・アダムス（1972年、ビ）- en:Weston Adams (Weston W. Adams)
- （1962年、ビ）- en:Frank Ahearn (Franklin Thomas Ahearn)
- （1977年、ビ）- en:Bunny Ahearne (John Francis Ahearne)
- （1945年、ビ）- Sir Montagu
- キース・アレン（1992年、ビ）- en:Keith Allen (ice hockey)
- グレン・アンダーソン（2008年、選）- Glenn Anderson
- シル・アプス（1961年、選）- en:Syl Apps (Charles Joseph Sylvanus Apps)
- アル・アーバー（1996年、ビ）- en:Al Arbour (Alger Joseph Arbour)
- ジョージ・アームストロング（1975年、選）- Chief Armstrong (George Edward Armstrong)
- ニール・アームストロング（1991年、審）- Neil Armstrong
- ジョン・アシュリー（1981年、審）- en:John Ashley (John George Ashley)

### B
- エース・ベーリー（1975年、選）- en:Ace Bailey (Irvine Wallace Bailey)
- ダン・ベイン（1945年、選）- en:Dan Bain (Donald H. Bain)
- ホビー・ベイカー（1945年、選）- en:Hobey Baker (Hobart Amery Hare Baker)
- ビル・バーバー（1990年、選）- en:Bill Barber (William Charles Barber)
- ハロルド・バラード（1977年、ビ）- en:Harold Ballard
- マーティ・バリー（1965年、選）- en:Marty Barry (Martin A. Barry)
- アンディ・バスゲイト（1978年、選）- (Andy Bathgate)
- ボビー・バウアー（1996年、選）- en:Bobby Bauer (Robert Theodore Bauer)
- ファーザー・デビット・バウアー（1989年、ビ）- en:Father David Bauer
- ジャン・ベリヴォー（1972年、選）- (Jean Arthur Beliveau)
- クリント・ベネディクト（1965年、選）- Clinton S. Benedict
- ダグ・ベントレイ（1964年、選）- en:Doug Bentley (Douglas Wagner Bentley)
- マックス・ベントレイ（1966年、選）- en:Max Bentley (Maxwell Herbert Lloyd Bentley)
- ジョン・パリス・ビッケル（1978年、ビ）- en:John Paris Bickell
- トウ・ブレイク（1966年、選）- en:Toe Blake (Hector Blake)
- レオ・ボアヴァン（1986年、選）- en:Leo Boivin (Leo Joseph Boivin)
- ディッキー・ブーン（1952年、選）- en:Dickie Boon (Richard R. Boon)
- マイク・ボッシー（1991年、選）- en:Mike Bossy (Michael Bossy)
- エミール・ブーシェ（1966年、選）- en:Emile Bouchard (Butch Bouchard)
- フランク・ブーシェ（1958年、選）- en:Frank Boucher (Francois X. Boucher)
- バック・ブーシェ（1960年、選）- en:Buck Boucher (George Boucher)
- レイ・ボーク（2004年、選）- (Raymond Bourque)
- ジョニー・バウワー（1976年、選）- (John William Bower)
- スコティ・ボウマン（1991年、ビ）- en:Scotty Bowman
- ダビー・ブーイ（1945年、選）- en:Dubbie Bowie (Russell Bowie)
- フランク・ブリムセク（1966年、選）- en:Frank Brimsek (Francis Charles Brimsek)
- パンチ・ブロードベント（1962年、選）- en:Punch Broadbent (Harry L. Broadbent)
- ターク・ブロダ（1967年、選）- en:Turk Broda (Walter Edward Broda)
- ハーブ・ブルックス（2006年、ビ）- Herb Brooks
- ジョージ・ブラウン（1961年、ビ）- en:George Brown
- ウォルター・ブラウン（1962年、ビ）- en:Walter Brown
- フランク・バックランド（1975年、ビ）- en:Frank Buckland
- ジョニー・ビュサイク（1981年、選）- en:Johnny Bucyk (John Paul Bucyk)
- ビリー・バーチ（1974年、選）- en:Billy Burch (William Burch)
- ウォルター・ブッシュ（2000年、ビ）- en:Walter Bush
- ジャック・バターフィールド（1980年、ビ）- en:Jack Butterfield

### C
- フランク・カルダー（1947年、ビ）- en:Frank Calder
- ハリー・キャメロン（1962年、選）- en:Harry Cameron (Harold Hugh Cameron)
- アンガス・キャンベル（1964年、ビ）- en:Angus Campbell
- クラレンス・キャンベル（1966年、ビ）- en:Clarence Campbell
- （1977年、ビ）- en:Joseph Cattarinch
- ビル・チャドウィック（1964年、審）- en:Bill Chadwick
- ジェリー・チーバーズ（1985年、選）- en:Gerry Cheevers (Gerald Michael Cheevers)
- ディノ・シカレリ（2010年、選）- en:Dino Ciccarelli
- キング・クランシー（1958年、選）- en:King Clancy (Francis M. Clancy)
- ディット・クラッパー（1947年、選）- (Aubrey V. Clapper)
- ボビー・クラーク（1987年、選）- (Bobby Clarke)
- （1958年、選）- en:Sprague Cleghorn
- ポール・コフィー（2004年、選）- (Paul Coffey)
- ニール・コルヴィル（1967年、選）- en:Neil Colville (Neil McNeil Colville)
- チャーリー・コナチャー（1961年、選）- en:Charlie Conacher (Charles William Conacher)
- エド・シネズ（2008年、ビ）- Ed Chynoweth
- ライオネル・コナチャー（1994年、選）- en:Lionel Conacher (Lionel Pretoria Conacher)
- ロイ・コナチャー（1998年、選）- en:Roy Conacher (Roy Gordon Conacher)
- アレックス・コネル（1958年、選）- en:Alex Connell
- ビル・クック（1952年、選）- en:Bill Cook (William Cook)
- バン・クック（1994年、選）- en:Bun Cook (Frederick Joseph Cook)
- マレー・コステロ（2005年、ビ）- Murray Costello
- アート・コールター（1974年、選）- en:Art Coulter (Arthur Edmund Coulter)
- イワン・クルノワイエ（1982年、選）- Yvan "Roadrunner" Cournoyer (Yvan Serge Cournoyer)
- ビル・カウリー（1968年、選）- en:Bill Cowley (William Mailes Cowley)
- ラスティー・クロフォード（1962年、選）- en:Rusty Crawford (Samuel Russell Crawford)

### D
- （1993年、審）- en:John D'Amico
- （1963年、ビ）- en:Leo Dandurand
- （1962年、選）- en:Jack Darragh (John Proctor Darragh)
- スコティー・デヴィッドソン（1950年、選）- en:Scotty Davidson (Allan M. Davidson)
- ハッピイ・デイ（1961年、選）- en:Happy Day (Clarence Day)
- アレックス・デルベッキオ（1977年、選）- (Alexander Peter Delvecchio)
- （1959年、選）- en:Cy Denneny (Cyril Joseph Denneny)
- ジム・デヴェラーノ（2010年、ビ）- Jim Devellano
- フランク・ディリオ（1964年、ビ）- en:Frank Dilio
- マーセル・ディオン（1992年、選）- (Marcel Dionne)
- ゴードン・ドリロン（1975年、選）- en:Gordon Drillon (Gordon Arthur Drillon)
- チャールズ・ドリンクウォーター（1950年、選）- en:Charles Drinkwater (Charles Graham Drinkwater)
- ケン・ドライデン（1983年、選）- (Kenneth Wayne Dryden)
- ジョージ・ダドリー（1958年、ビ）- en:George Dudley
- ディック・ダフ（2006年、選）- Dick Duff
- ウッディー・デュマート（1992年、選）- en:Woody Dumart (Woodrow Wilson Clarence Dumart)
- トミー・ダンダーデイル（1974年、選）- Thomas Dunderdale
- ジェームス・ダン（1968年、ビ）- James Dunn
- ビル・ダーナン（1964年、選）- en:Bill Durnan (William Ronald Durnan)
- マーヴィン・ダットン（1958年、選）- en:Mervyn Dutton (Mervyn Dutton)
- ベーブ・ダイ（1970年、選）- en:Babe Dye (Cecil Henry Dye)

### E
- チョーサー・エリオット（1961年、審）- en:Chaucer Elliott
- フィル・エスポジト（1984年、選）- (Phil Esposito)
- トニー・エスポジト（1988年、選）- (Anthony James Esposito)

### F
- アーサー・ファレル（1965年、選）- en:Arthur Farrel (Arthur F. Farrel)
- バーニー・フェデルコ（2002年、選）- Bernie Federko
- セルゲイ・フョードロフ（2015年、選）- en:Sergei Fedorov
- ヴャチェスラフ・フェティソフ（2001年、選）- en:Viacheslav Fetisov
- ファーニー・フラマン（1990年、選）- en:Fernie Flaman (Ferdinand Charles Flaman)
- クリフ・フレッチャー（2004年、ビ）- en:Cliff Fletcher
- フランク・フォイストン（1958年、選）- en:Frank Foyston (Frank C. Foyston)
- エミール・フランシス（1982年、ビ）- Emile Francis
- ロン・フランシス (2007年、選) - Ron Francis
- フランク・フレデリクソン（1958年、選）- en:Frank Fredrickson
- グラント・フューア（2003年、選）- en:Grant Fuhr (Grant S. Fuhr)

### G
- ビル・ガズビー（1970年、選）- en:Bill Gadsby (William Alexander Gadsby)
- ボブ・ゲイニー（1992年、選）- en:Bob Gainey (Robert Michael Gainey)
- チャック・ガーディナー（1945年、選）- en:Chuck Gardiner (Charles Robert Gardiner)
- ハーブ・ガーディナー（1958年、選）- en:Herb Gardiner (Herbert Martin Gardiner)
- ジミー・ガードナー（1962年、選）- en:Jimmy Gardner (ice hockey) (James Henry Hardner)
- マイク・ガートナー（2001年、選）- en:Mike Gartner (Michael Alfred Gartner)
- バーニー・ジョフリオン（1972年、選）- (Bernard Joseph Andre Geoffrion)
- エディ・ジェラード（1945年、選）- en:Eddie Gerard
- エディ・ジャコミン（1987年、選）- en:Eddie Giacomin (Edward Giacomin)
- ジャック・ギブソン（1976年、ビ）- en:Jack Gibson (Dr. John L. Gibson)
- ロッド・ジルベール（1982年、選）- en:Rod Gilbert (Rodrigue Gabriel Gilbert)
- クラーク・ギリース（2002年、選）- en:Clark Gillies
- ビリー・ギルモア（1962年、選）- en:Billy Gilmour (Hamilton Livingstone Gilmour)
- ムース・ゴヒーン（1952年、選）- en:Moose Goheen (Frank Xavier Goheen)
- エビー・グッドフェロー（1963年、選）- en:Ebbie Goodfellow (Ebenezer R. Goodfellow)
- トミー・ゴーマン（1963年、ビ）- en:Tommy Gorman (Thomas Patrick Gorman)
- ミシェル・グーレ（1998年、選）- en:Michel Goulet
- キャミ・グラナート（2010年、選）- Cammi Granato
- マイク・グラント（1950年、選）- en:Mike Grant (Michael Grant)
- ショーティ・グリーン（1962年、選）- en:Shorty Green (Wilfred Green)
- ジム・グレゴリー（2007年、ビ）- Jim Gregory
- ウェイン・グレツキー（1999年、選）- (Wayne Gretzky)
- サイラス・グリフィス（1950年、選）- en:Silas Griffis (Silas Seth Griffis)
- フランク・グリフィス（1993年、ビ）- en:Frank Griffiths (Frank A. Griffiths)

### H
- ジョージ・ヘインズワース（1961年、選）- en:George Hainsworth
- グレン・ホール（1975年、選）- Glenn Henry Hall
- ジョー・ホール（1961年、選）- (Joseph Henry "Joe" Hall)
- ビル・ハンリー（1986年、ビ）- en:Bill Hanley
- ダグ・ハーヴェイ（1972年、選）- en:Doug Harvey (Douglas Norman Harvey)
- デイル・ハワチャック（2001年、選）- en:Dale Hawerchuk
- チャールズ・ヘイ（1974年、ビ）- en:Charles Hay
- ジョージ・ヘイ（1958年、選）- George William Hay
- ジョージ・ヘイズ（1988年、審）- George William Hayes
- ジム・ヘンディ（1968年、ビ）- James C. Hendy
- ライリー・ハーン（1962年、選）- William Milton "Riley" Hern
- ボビー・ヒューイストン（1963年、審）- Robert W. Hewiston
- フォスター・ヒューイット（1965年、ビ）- en:Foster Hewitt
- ウイリアムズ・ヒューイット（1947年、ビ）- William Abraham Hewitt
- ブライアン・ヘクストール（1969年、選）- Bryan Aldwyn Hextall
- ハップ・ホームズ（1972年、選）- Harry "Hap" Holmes
- トム・フーパー (アイスホッケー)（1962年、選）- Charles Thomas "Tom" Hooper
- レッド・ホーナー（1965年、選）- George Reginald "Red" Horner
- ティム・ホートン（1977年、選）- (Tim Horton)
- ハーリー・ホッチキス（2006年、ビ）- Harley Hotchkiss
- ゴーディ・ハウ（1972年、選）- (Gordie Howe)
- シド・ハウ（1965年、選）- Sydney Harris "Syd" Howe
- ハリー・ハウエル（1979年、選）- Henry Vernon "Harry" Howell
- ボビー・ハル（1983年、選）- (Bobby Hull)
- ブレット・ハル（2009年、選）- (Brett Hull)
- フレッド・ヒューム（1962年、ビ）- Fred J. Hume
- バウズ・ハットン（1962年、選）- John Bower "Bouse" Hutton
- ハリー・ハイランド（1962年、選）- Harrold M "Harry" Hyland

### I
- マイク・イリッチ（2003年、ビ）- en:Mike Ilitch
- パンチ・イムラック（1984年、ビ）- en:George "Punch" Imlach
- ミッキー・イオーン（1961年、審）- Fred J. "Mickey" Ion
- ディック・アーヴィン（1974年、ビ）- James Dickenson "Dick" Irvin
- トミー・アイヴァン（1958年、選）- Thomas N. Ivan

### J
- ブッシャー・ジャクソン（1971年、選）- Harvey "Busher" Jackson
- アンジェラ・ジェームズ（2010年、選）- Angela James
- ウィリアム・ジェニングス（1975年、ビ）- en:William M. Jennings
- ボブ・ジョンソン（1992年、ビ）- Bob Johnson
- チン・ジョンソン（1958年、選）- Ivan Wilfred "Ching" Johnson
- ムース・ジョンソン（1952年、選）- Ernest "Moose" Johnson
- トム・ジョンソン（1970年、選）- Thomas Christian "Tom" Johnson
- オーレル・ジョリア（1947年、選）- en:Aurel Joliat (Aurel Emile Joliat)
- ゴードン・ジュークス（1979年、ビ）- Gordon W. Juckes

### K
- デューク・キーツ（1958年、選）- Gordon Blanchard "Duke" Keats
- レッド・ケリー（1969年、選）- (Leonard Patrick "Red" Kelly)
- テッド・ケネディ（1966年、選）- Theodre Samuel Ted "Teeder" Kennedy
- デイブ・キオン（1986年、選）- David Michael Keon
- ワレリー・ハルラモフ (2005年、選) - en:Valeri Kharlamov
- ジョン・キルパトリック（1960年、ビ）- Gen. John Reed Kilpatrick
- ブライアン・キルリー（2003年、ビ）- Brian Blair Kilrea
- シーモア・ノックス（1993年、ビ）- Seymour H. Knox III
- ヤリ・クリ（2001年、選）- (Jari Pekka Kurri)

### L
- ボブ・レイベル（1970年、ビ）- Robert LaBel
- （1966年、選）- Elmer James Lach
- ギイ・ラフレール（1988年、選）- Guy Lafleur
- パット・ラフォンテーヌ（2003年、選）- en:Pat LaFontaine
- （1950年、選）- Edouard "Newsy" Lalonde
- ルー・ラモリエロ（2009年、ビ）- Lou Lamoriello
- ロッド・ラングウエー（2002年、選）- Rod Corry Langway
- イーゴリ・ラリオノフ（2008年、選）- en:Igor Larionov
- （1987年、選）- Joseph "Jacques" Hughes Laperriere
- ギイ・ラポワント（1993年、選）- Guy Gerard Lapointe
- （1993年、選）- Edgar Louis Laprade
- ジャック・ラビオレット（1962年、選）- Jean Baptiste "Jack" Laviolette
- ジョージ・リーダー（1969年、ビ）- George Alfred Leader
- ブライアン・リーチ（2009年）- en:Brian Leetch
- （1958年、選）- Frederick Hugh "Hughie" Lehman
- ジャック・ルメール（1984年、選）- Jacques Gerard Lemaire
- マリオ・ルミュー（1997年、選）- (Mario Lemieux)
- パーシー・ルスュール（1961年、選）- en:Percy LeSueur
- ハービー・ルイス（1989年、選）- Herbert "Herbie" Lewis
- テッド・リンジー（1966年、選）- (Robert Blake Theodore "Ted" Lindsay)
- トミー・ロックハート（1965年、ビ）- Thomas F. Lockhart
- （1961年、ビ）- en:Paul Loicq
- ハリー・ラムリー（1980年、選）- en:Harry Lumley

### M
- ミッキー・マッケイ（1952年、選）- Duncan McMillan "Mickey" MacKay
- アル・マキニス (2007年) - en:Al Maclnnis
- フランク・マホブリッチ（1981年、選）- en:Frank Mahovlich (Francis William Mahovlich)
- ジョー・マローン（1950年、選）- Maurice Joseph "Joe" Malone
- シルビオ・マンサ（1960年、選）- en:Sylvio Mantha
- ジョン・マリウッチ（1985年、ビ）- en:John Mariucci
- ジャック・マーシャル（1965年、選）- John C. "Jack" Marshall
- フランク・マザーズ（1992年、ビ）- Frank Mathers
- スチーマー・マックスウェル（1962年、選）- Fred G. "Steamer" Maxwell
- ラニー・マクドナルド（1992年、選）- Lanny King McDonald
- フランク・マギー（1945年、選）- Francis "Frank" McGee
- （1962年、選）- William George "Billy" McGimsie
- フレデリック・マクローリン（1963年、ビ）- Major Frederic McLaughlin
- ジョージ・マクナマラ（1958年、選）- George McNamara
- マーク・メシエ (2007年、選) - (Mark Messier)
- スタン・ミキタ（1983年、選）- (Stan Mikita)
- ジェイク・ミルフォード（1984年、ビ）- John "Jake" Milford
- ハートランド・モルソン（1973年、ビ）- Hon. Hartland de Montarville Molson
- ディッキー・ムーア（1974年、選）- Richard Winston "Dickie" Moore
- パディー・モラン（1958年、選）- Patrick Joseph "Paddy" Moran
- ハウィー・モレンツ（1945年、選）- Howarth William "Howie" Morenz
- スコティ・モリソン（1999年、ビ）- Ian "Scotty" Morrison
- ビル・モシエンコ（1965年、選）- William "Bill" Mosienko
- ジョー・マレン（2000年、選）- (Joseph Mullen)
- ラリー・マーフィ（2004年、選）- Larry Murphy
- （1998年、ビ）- Monsignor Athol Murray

### N
- カム・ニーリー（2005年、選）- en:Cam Neely
- ロジャー・ニールソン（2002年、ビ）- en:Roger Neilson
- フランシス・ネルソン（1947年、ビ）- en:Francis Nelson
- （1947年、選）- en:Frank Nighbor
- レグ・ノーブル（1962年、選）- Edward Reginald "Reg" Noble
- ブルース・ノリス（1969年、ビ）- Bruce A. Norris
- ジェームス・ノリス・シニア（1958年、ビ）- en:James E. Norris
- ジェームス・ノリス（1962年、ビ）- James Dougan Norris
- （1947年、ビ）- William M. Northey

### O
- ジョン・アンブローズ・オブライエン（1962年、ビ）- en:John Ambrose O'Brien
- バド・オコーナー（1988年、選）- Herbert William "Buddy" O'Connor
- ハリー・オリバー（1967年、選）- Harold "Harry" Oliver
- バート・オルムステッド（1985年、選）- Murray Bert Olmstead
- ブライアン・オニール（1994年、ビ）- en:Brian O'Neill
- ボビー・オア（1979年、選）- (Bobby Orr)

### P
- フレッド・ページ（1993年、ビ）- en:Fred Page
- バーニー・ペアレント（1984年、選）- Bernard Marcel "Bernie" Parent
- ブラッド・パーク（1988年、選）- Douglas Bradford "Brad" Park
- クレイグ・パトリック（2001年、ビ）- en:Craig Patrick
- フランク・パトリック（1958年、ビ）- en:Frank Patrick
- レスター・パトリック（1947年、選）- en:Lester Patrick
- リン・パトリック（1980年、選）- Joseph Lynn Patrick
- マット・パヴェリッチ（1987年、審）- en:Matt Pavelich
- ジルベール・ペロー（1990年、選）- en:Gilbert Perreault
- トミー・フィリップス（1945年、選）- Thomas N. "Tommy" Phillips
- アラン・ピカード（1958年、ビ）- Allan W. Pickard
- （1975年、選）- Pierre Paul Pilote
- （1985年、ビ）- en:Rudy Pilous
- ディディエ・ピトル（1962年、選）- en:Didier Pitre
- ジャック・プラント（1978年、選）- en:Jacques Plante (Joseph Jacques Omer Plante)
- バド・ポイル（1990年、ビ）- Norman "Bud" Poile
- サム・ポロック（1978年、ビ）- Samuel Patterson Smyth Pollock
- デニス・ポトヴィン（1991年、選）- Denis Charles Potvin
- ベーブ・プラット（1966年、選）- Walter "Babe" Pratt
- （1963年、選）- A. Joseph "Joe" Primeau
- マーセル・プロノヴォスト（1978年、選）- en:Marcel Pronovost
- ボブ･プルフォード（1991年、選）- Robert Jesse "Bob" Pulford
- ハーヴィー・プルフォード（1945年、選）- en:Harvey Pulford

### Q
- ビル・クワッケンブッシュ（1976年、選）- Hubert George "Bill" Quackenbush

### R
- フランク・ランキン（1961年、選）- en:Frank Rankin
- ジャン・ラットル（1985年、選）- Joseph Gilbert Yvon "Jean" Ratelle
- ドナト・レイモンド（1958年、ビ）- en:Donat Raymond
- チャック・レイナー（1973年、選）- Claude Earl "Chuck" Rayner
- ケン・リアドン（1966年、選）- Kenneth Joseph "Kenny" Reardon
- アンリ・リシャール（1979年、選）- (Joseph Henri "Pocket Rocket" Richard)
- モーリス・リシャール（1961年、選）- (Maurice Richard)
- ジョージ・リチャードソン（1950年、選）- George Richardson
- ゴードン・ロバーツ（1971年、選）- en:Gordon Roberts
- ジョン・ロス・ロバートソン（1947年、ビ）- en:John Ross Robertson
- クロード・C・ロビンソン（1947年、ビ）- (Claude C. Robinson)
- ラリー・ロビンソン（1995年、選）- en:Larry Robinson
- ルク・ロバタイユ（2009年、選）- Luc Robitaille
- マイク・ロッデン（1962年、選）- Michael J. "Mike" Rodden
- アート・ロス（1945年、選）- (Art Ross)
- フィリップ・ロス（1976年、ビ）- Philip D. Ross
- パトリック・ロワ (2006年、選) - (Patrick Roy)
- ブレア・ラッセル（1965年、選）- en:Blair Russel
- アーニー・ラッセル（1965年、選）- Ernest "Ernie" Russell
- ジャック・ラタン（1962年、選）- J. D. "Jack" Ruttan

### S
- （1995年、ビ）- Dr. Gunther Sabetzki
- ビョルイェ・サルミン（1996年、選）- Anders Borje Salming
- グレン・サザー（1997年、ビ）- Glen Sather
- デニス・サバード（2000年、選）- Denis Savard
- サージ・サバード（1986年、選）- Serge Aubrey Savard
- テリー・ソーチャック（1971年、選）- (Terrance Gordon Sawchuk)
- フレッド・スキャンラン（1965年、選）- Fredrick "Fred" Scanlan
- レイ・スカピネロ（2008年、審）- （Ray Scapinello）
- ミルト・シュミット（1961年、選）- Milton Conrad "Milt" Schmidt
- （1962年、選）- David "Sweeney" Schriner
- ダリル・シーマン（2010年、ビ）- Daryl Seaman
- （1963年、選）- Earl Walter Seibert
- （1961年、選）- Oliver Levi Seibert
- フランク・セルケ（1960年、ビ）- Frank J. Selke
- エディ・ショア（1947年、選）- (Edward William "Eddie" Shore)
- スティーブ・シャット（1993年、選）- Stephen John Shutt
- （1964年、選）- Albert Charles "Babe" Siebert
- バレット・ジョー・シンプソン（1962年、選）- Harold Joseph "Bullet Joe" Simpson
- ハリー・シンデン（1983年、ビ）- Harry James Sinden
- ダリル・シトラー（1989年、選）- (Darryl Sittler)
- クーパー・スミートン（1961年、審）- J. Cooper Smeaton
- アルフ・スミス（1962年、選）- Alfred E. "Alf" Smith
- ビリー・スミス（1993年、選）- William "Bill" John Smith
- クリント・スミス（1991年、選）- Clinton James Smith
- フランク・スミス（1962年、ビ）- Frank D. Smith
- フューリー・スミス（1972年、選）- Reginald "Hooley" Smith
- トミー・スミス（1973年、選）- Thomas J. Smith
- コーン・スマイス（1958年、ビ）- Conn Smythe
- エド・スナイダー（1988年、ビ）- Edward M. Snider
- アラン・スタンレー（1981年、選）- Allan Herbert Stanley
- バーニー・スタンレー（1962年、選）- Russell "Barney" Stanley
- フレデリック・スタンレー（1945年、ビ）- Lord Stanley of Preston
- ペテル・シュチャストニー（1998年、選）- Peter Šťastný
- スコット・スティーブンス (2007年) - Scott Stevens
- ブラックジャック・スチュワート（1964年、選）- John Sherratt "Black Jack" Stewart
- ネルス・スチュワート（1962年、選）- Nelson "Old Poison" Stewart
- レッド・ストーリー（1967年、審）- Roy Alvin "Red" Storey
- ブルース・スチュアート（1961年、選）- Bruce Stuart
- ホッド・スチュアート（1945年、選）- William H. "Hod" Stuart
- ジェームズ・サザーランド（1947年、ビ）- Cap. James T. Sutherland

### T
- アナトリ・タラソフ（1974年、ビ）- Anatoli V. Tarasov
- サイクロン・テイラー（1947年、選）- Frederick "Cyclone" Taylor
- タイニー・トンプソン（1959年、選）- Cecil R. "Tiny" Thompson
- ビル・トーリー（1995年、ビ）- en:Bill Torrey
- ウラディスラフ・トレチャク（1989年、選）- Vladislav Aleksandrovich Tretiak
- （1950年、選）- Henry Judah "Harry" Trihey
- ブライアン・トロティエ（1997年、選）- (Bryan John Trottier)
- ロイド・ターナー（1958年、ビ）- en:Lloyd Turner
- ウィリアム・タット（1978年、ビ）- William Thayer Tutt

### U
- フランク・ウドヴァリ（1973年、審）- Frank Joseph Udvari
- ノーム・ウルマン（1982年、選）- Norman Victor Alexander (Norm) Ullman

### V
- （1999年、審）- en:Andy Van Hellemond
- ジョルジュ・ヴェジーナ（1945年、選）- (Georges Vezina)
- カール・フォス（1974年、ビ）- Carl Potter Voss

### W
- （1961年、ビ）- Fred C. Waghorne
- ジャック・ウォーカー（1960年、選）- John Phillip "Jack" Walker
- マーティ・ウォルシュ（1962年、選）- Martin "Marty" Walsh
- ムース・ワトソン（1962年、選）- Harry E. "Moose" Watson
- ウィッパー・ワトソン（1994年、選）- Harry Percival "Whipper" Watson
- （1971年、選）- Ralph "Cooney" Weiland
- ラット・ウエストウィック（1962年、選）- Harry "Rat" Westwick
- フレデリック・ウィットクロフト（1962年、選）- en:Frederick Whitcroft
- ファット・ウイルソン（1962年、選）- Gordon Allan "Phat" Wilson
- アーサー・ワーツ（1971年、ビ）- Arthur Michael Wirtz
- ビル・ワーツ（1976年、ビ）- William W. "Bill" Wirtz
- ガンプ・ウォースリー（1980年、選）- Lorne John "Gump" Worsley
- （1969年、選）- Roy "Shrimp" Worters

### Y
- スティーブ・アイザーマン（2009年、選） - (Steve Yzerman)

### Z
- ジョン・ジーグラー（1987年、ビ）- (John Ziegler)

## アクセス
- トロント市地下鉄ヤング-スパダイナ線、GOトレイン ユニオン駅直結